# Bolitoglossa savagei
Bolitoglossa savagei là một loài kỳ giông thuộc họ Plethodontidae. Đây là loài đặc hữu của Colombia.
Môi trường sống tự nhiên của chúng là vùng núi ẩm nhiệt đới hoặc cận nhiệt đới.
Chúng hiện đang bị đe dọa vì mất môi trường sống.